# Episodi di L.A. Law - Avvocati a Los Angeles (settima stagione)
La settima stagione della serie televisiva L.A. Law - Avvocati a Los Angeles è stata trasmessa in anteprima negli Stati Uniti d'America dalla NBC tra il 22 ottobre 1992 e il 27 maggio 1993.
| nº | Titolo originale                   | Titolo italiano | Prima TV USA     | Prima TV Italia |
| -- | ---------------------------------- | --------------- | ---------------- | --------------- |
| 1  | L.A. Lawless                       |                 | 22 ottobre 1992  |                 |
| 2  | Second Time Around                 |                 | 29 ottobre 1992  |                 |
| 3  | Zo Long                            |                 | 5 novembre 1992  |                 |
| 4  | Wine Knot                          |                 | 12 novembre 1992 |                 |
| 5  | My Friend Flicker                  |                 | 19 novembre 1992 |                 |
| 6  | Love on the Rox                    |                 | 3 dicembre 1992  |                 |
| 7  | Helter Shelter                     |                 | 10 dicembre 1992 |                 |
| 8  | Christmas Stalking                 |                 | 17 dicembre 1992 |                 |
| 9  | Odor in the Court                  |                 | 7 gennaio 1993   |                 |
| 10 | Spanky and the Art Gang            |                 | 14 gennaio 1993  |                 |
| 11 | Bare Witness                       |                 | 4 febbraio 1993  |                 |
| 12 | Parent Trap                        |                 | 11 febbraio 1993 |                 |
| 13 | Hello and Goodbye                  |                 | 18 febbraio 1993 |                 |
| 14 | Where There's a Will               |                 | 25 febbraio 1993 |                 |
| 15 | F.O.B.                             |                 | 1º aprile 1993   |                 |
| 16 | Cold Shower                        |                 | 8 aprile 1993    |                 |
| 17 | That's Why the Lady Is a Stamp     |                 | 15 aprile 1993   |                 |
| 18 | Come Rain or Come Schein           |                 | 22 aprile 1993   |                 |
| 19 | Vindaloo in the Villows            |                 | 29 aprile 1993   |                 |
| 20 | Testing, Testing, 1... 2... 3... 4 |                 | 6 maggio 1993    |                 |
| 21 | Bourbon Cowboy                     |                 | 13 maggio 1993   |                 |
| 22 | Hackett or Pack It                 |                 | 27 maggio 1993   |                 |